# The Toxic Avenger (pel·lícula de 2023)
The Toxic Avenger és una pel·lícula de superherois de comèdia negra splatter estatunidenca del 2023 escrita i dirigida per Macon Blair. És la cinquena entrega de la sèrie de pel·lícules The Toxic Avenger. La pel·lícula és protagonitzada per Peter Dinklage com a personatge principal, al costat de Jacob Tremblay, Taylour Paige, Kevin Bacon, Sarah Niles, Julia Davis, Julian Kostov i Elijah Wood.
The Toxic Avenger es va estrenar com a pel·lícula d'obertura del Fantastic Fest el 21 de setembre de 2023, amb una estrena més àmplia a les sales previstes per Cineverse als Estats Units per al 29 d'agost de 2025.

## Argument
Ambientat en un món de fantasia seguint al porter Winston Gooze que, després d'un accident estrany, es transforma en un vigilant mutant conegut com a Toxie. Armat amb la seva fregona, l'improbable heroi lluita contra monstres, gàngsters i directors generals corruptes mentre intenta salvar la seva relació amb el seu fill.

## Repartiment
- Peter Dinklage com a Winston Gooze / The Toxic Avenger
- Jacob Tremblay com a Wade
- Taylour Paige com a J.J. Doherty
- Kevin Bacon com a Bob Garbinger[4]
- Sarah Niles com a Mayor Togar[5]
- Julia Davis com a Kissy Sturnevan
- Julian Kostov com a Budd Berserk[5]
- Elijah Wood com a Fritz Garbinger[4]
- David Yow com a Guthrie Stockins[6]
- Macon Blair com a Dennis[7]
- Jonny Coyne com a Thad Barkabus[4]
- Jane Levy com a Cheerful Insurance Rep (veu)
- Rebecca O'Mara com a Shelly Gooze

## Producció
L'abril de 2010, es va anunciar un remake de The Toxic Avenger (1984). El remake, que es diu que té com a objectiu un llançament de PG-13 "apte per a famílies" similar a la sèrie de televisió animada Toxic Crusaders, va ser coescrit i dirigit per Steve Pink. El maig de 2013, Arnold Schwarzenegger estava en converses per a un paper a la pel·lícula. Finalment el va deixar de treballar a Terminator Genisys (2015).
Al setembre de 2016, els informes van indicar que Conrad Vernon dirigiria la pel·lícula, amb Guillermo del Toro de Double Dare You, Bob Cooper i Alex Schwartz de Storyscape Entertainment, i Akiva Goldsman i Greg Lessans productors executius de Weed Road Pictures, mentre que Mike Arnold i Chris Poole es van adjuntar per reescriure el guió amb Pink i Daniel C. Mitchell.El desembre de 2018, Legendary Pictures va guanyar els drets per reiniciar The Toxic Avenger, amb el retorn dels productors de l'original, Lloyd Kaufman i Michael Herz de Troma Entertainment. El març de 2019, Macon Blair es va anunciar com a guionista i director. Sobre el guió, Kaufman va dir: "Macon Blair coneix Troma millor que jo. Ell ho ha vist tot. Ha vist el dibuix animat [Toxic Crusaders], ha vist l'especial de Halloween, ho ha vist tot. I li encanta les nostres pel·lícules... He llegit el guió i és millor que l'original i li ho deixo. Si em criden, m'agradaria participar-hi. A el musical vaig aprendre a deixar la creativitat als creadors. Vaig aprendre a deixar que preguntin, així que si em volen, sóc allà... Espero que Legendary continuï. Si deixen Macon Blair dirigir-lo, crec que serà fantàstic. Coneix el sentit de l'humor de Troma, la combinació de la bufetada i la sàtira amb el tema ambiental.
El novembre de 2020, Peter Dinklage va entrar a bord per ser protagonista. Es van revelar membres addicionals del repartiment d'abril a juny de 2021. La fotografia principal va començar el 21 de juny de 2021 a Bulgària i es va acabar el 14 d'agost de 2021. El desembre de 2021, Dinklage va dir que la pel·lícula "no era un remake". Al gener de 2022, Blair conforma que la pel·lícula emprarà efectes gore pràctics, i la configuració del període serà "una mica d'ambdues" en el passat i el present.

## Estrena
The Toxic Avenger es va estrenar com a pel·lícula d'obertura del Fantastic Fest el 21 de setembre de 2023. La pel·lícula també es va presentar al Beyond Fest el 30 de setembre de 2023, abans de debutar internacionalment com a fora de competició al LVI Festival Internacional de Cinema Fantàstic de Catalunya el 13 d'octubre de 2023.
El juliol de 2024, es va informar que el motiu pel qual la pel·lícula no es va estrenar per a un públic més ampli es va deure a les dificultats contínues per aconseguir un distribuïdor. S'ha descrit com "inestrenable" pel seu contingut gràfic i gore. El cineasta i productor Adam Masnyk va declarar a X que cap distribuïdor s'ha presentat, esmentant la preocupació que "no és prou segur per comercialitzar" i suggerint que podria convertir-se en mitjans perduts. Tanmateix, el gener de 2025, es va anunciar que Cineverse havia adquirit els drets de distribució de la pel·lícula, amb plans per estrenar-la a sales més tard aquell any; aquell mateix mes, la companyia va programar el seu llançament als Estats Units el 29 d'agost de 2025.

## Recepció
Al lloc web de l'agregador de ressenyes Rotten Tomatoes, el 92% de les 25 crítiques són positives, amb una valoració mitjana de 7,0/10. El consens del lloc web diu: "Com l'original, The Toxic Avenger no és per a tothom, però els espectadors que busquen una bona estona extremadament cruenta i extremadament ximple no es sentiran decebuts". Metacritic, que utilitza una mitjana ponderada, va assignar a la pel·lícula una puntuació de 66 sobre 100, basant-se en 4 crítiques, que indicaven "generalment favorables".